# Grimlock
Grimlock es el nombre de varios personajes ficticios de la franquicia Transformers. En la mayoría de las versiones, Grimlock es un Autobot que se transforma en un tiranosaurio rex mecánico y dirige un grupo de Transformers llamados Dinobots.

## Transformers: Generación 1
Grimlock es el líder de los Dinobots, y es el más fuerte y temible de todos. Aunque Grimlock lucha por el bien, a veces puede ser despiadado con sus enemigos, y desprecia a todos los que considera débiles, como los seres humanos. Lo único que Grimlock odia más que a los débiles es a los que se aprovechan de la debilidad de otros. Grimlock desea ser el líder de los Autobots y espera el día en que pueda enfrentarse a Optimus Prime. Grimlock habla de forma primitiva, pronunciando los verbos en infinitivo y refiriéndose a sí mismo como "yo ser grimlock".

### Historia en la serie de TV de los 80´s
Cuando los Autobots encuentran fósiles de dinosaurios en una caverna, deciden que les vendrían bien unas criaturas como esas. Wheeljack y Ratchet crean tres "Dinobots": Grimlock (Tiranosaurio), Slag (Triceratops) y Sludge (Brontosaurio), pero debido a sus cerebros primitivos (se les dotó de la misma inteligencia que a un dinosaurio real), se salieron de control, y Optimus Prime consideró que eran demasiado peligrosos, tras lo cual fueron encerrados en la caverna. Cuando la mayoría de los Autobots fueron capturados por los Decepticons, Wheeljack liberó a los Dinobots para rescatar a sus camaradas, intensificando previamente su inteligencia hasta el nivel intelectual de un individuo primitivo, tras ver su valor como guerreros Optimus Prime reconoció su error.
Por otro lado, Grimlock consideraba que Optimus Prime era muy débil para dirigir a los Autobots, y que ese puesto le correspondía a él. Cuando el decepticon Soundwave leyó su mente y descubrió esto, los Decepticons lo aprovecharon para manipular a Grimlock y los Dinobots, que atacaron y capturaron a Optimus. Para detenerlos, se creó a dos nuevos Dinobots: Snarl (Estegosaurio) y Swoop (Pterodáctilo). Al final, cuando Optimus Prime salvó a Grimlock de una explosión, el líder Dinobot se dio cuenta de su error y volvió con los Autobots.
Grimlock y los Dinobots siguieron ayudando a los Autobots en varias ocasiones, pero Grimlock no toleraba recibir órdenes, por lo que los Dinobots eran semiindependientes de los Autobots y sólo los enviaban a misiones en que su ayuda fuese vital.
Después de la película, Grimlock empezó a comportarse de un modo más torpe e infantil y a aparecer sin la compañía de los otros Dinobots, que sólo aparecían de vez en cuando.
En el episodio "Grimlock's New Brain", en un accidente en Cybertron adquirió un superintelecto que lo volvió un científico destacado de los Autobots, pero inhibió su naturaleza belicosa, por lo que sus compañeros dinobots lo relegaron. Poco después los Autobots estaban en problemas con Galvatron y los Terrorcons, por lo que Grimlock crea a los Technobots otorgándoles la habilidad Gestalt para formar a Computron, quien poseía una habilidad superior de análisis de información, pero esta capacidad se veía restringida por el límite de su intelecto, por ello, Grimlock transfirió su poderoso intelecto a Computron, permitiérndole con ello desplegar un máximo poder intelectual y físico, mientras que él recobró su personalidad e inteligencia normal.
Después de la tercera temporada Grimlock sale de extra en la serie Transformers Headmasters; en el doblaje inglés de esta versión, hecho en Hongkong, Grimlock es el nombre de Raiden, el combiner formado por los Trainbots.

### Historia en el cómic de Marvel
Según la versión del cómic, Grimlock y los futuros Dinobots formaban parte de la tripulación del Arca. Cuando Shockwave apareció en la Tierra Salvaje hace 4 millones de años, buscando a las tripulaciones del Arca y el Nemesis, la computadora del Arca captó la presencia de Shockwave y reparó a 5 Autobots (Grimlock, Slag, Sludge, Snarl y Swoop) para que se transformaran en las formas de vida que la computadora creía dominantes: los dinosaurios. Desafortunadamente, Grimlock y su grupo no eran rival para Shockwave, que los arrojó uno por uno en un estanque de alquitrán. Con lo último de sus fuerzas, los Dinobots lo hicieron caer al alquitrán junto con ellos, enterrado por una avalancha de rocas.
En 1984, cuando Shockwave reapareció y se convirtió en líder de los Decepticons, el médico Autobot Ratchet reactivó a los Dinobots para que lo ayudaran.
Los Dinobots se unieron a los Autobots y, con el tiempo, Grimlock se sintió cada vez más molesto del liderazgo de Optimus Prime. El punto culminante fue cuando Optimus decidió llevar a todos los Autobots a una misión que consistía en analizar tecnología Decepticon y marcharse inmediatamente. Para Grimlock, una misión que no implicara combatir era cobardía, y se retiró de los Autobots, llevándose a los Dinobots con él.
Cuando Grimlock se enteró de la muerte de Optimus Prime, volvió con los Autobots y se convirtió en su líder. Grimlock se convirtió en un gobernante tiránico que dirigía a los Autobots con un puño de hierro. Blaster decidió plantarle cara y tuvieron un enfrentamiento en la Luna, que fue interrumpido por un ataque Decepticon. Cuando Blaster y Grimlock lucharon juntos para vencer a los Decepticons, resolvieron sus diferencias y Grimlock se volvió levemente más razonable. Poco tiempo después, Goldbug viajó al planeta Nebulos, donde reconstruyeron a Optimus Prime, y Grimlock dejó de ser líder de los Autobots.
Grimlock y los Dinobots fueron destruidos por Starscream, pero algún tiempo después, Ratchet reconstruyó a Grimlock como un Pretender (un Transformer que puede disfrazarse de humano). Grimlock decidió hacer todo lo posible para recuperar a los Dinobots, y se dirigió al planeta Hydrus 4, donde los científicos habían desarrollado un combustible milagroso llamado nucleón. Como el nucleón parecía inestable, Grimlock lo probó primero en sí mismo para ver si era seguro, y luego procedió a usarlo para revivir a los Dinobots.
Los Dinobots volvieron al Arca y la encontraron vacía (los otros Autobots [y los Decepticons] habían partido a Cybertron a enfrentar a Unicron). Los únicos Transformers que quedaban en el Arca estaban desactivados, esperando reparaciones, y los Dinobots utilizaron el nucleón para reactivarlos. Grimlock y su tropa de reactivados llegaron a Cybertron justo a tiempo para ayudar contra Unicron. Su llegada fue un factor importante en la victoria ese día, pero Optimus fue destruido de nuevo, y en sus últimos momentos nombró a Grimlock como su sucesor al mando de los Autobots.
Tras la batalla, Cybertron quedó en tal estado que pronto se destruiría, y los Autobots (liderados por Grimlock) y Decepticons (liderados por Bludgeon) cooperaron en los esfuerzos de evacuación.
Debido a los efectos del Nucleón, Grimlock comenzó a notar su cuerpo cada vez más agarrotado, sin embargo, finalmente durante una batalla con las hordas (seguidores) de Unicron, mientras luchaba con el resto de los dinobots, Grimlock se quedó completamente paralizado. Tras esto, su cuerpo estalló como una coraza, revelando al nuevo Grimlock Action Master, más poderoso, pero sin la capacidad de Transformarse.
Los Decepticons sabotearon las naves Autobot y escaparon del planeta. Por suerte, Grimlock y los Dinobots desconfiaban de los Decepticons, y capturaron algunas naves Decepticon para transportar a los Autobots fuera de Cybertron. Los Autobots y Decepticons se enfrentaron en el planeta Klo, pero Bludgeon les tendió una trampa a los Autobots y eliminó a muchos. Grimlock fue uno de los pocos sobrevivientes, y cuando Optimus Prime volvió (revivido por el Último Autobot), Grimlock participó en el contraataque contra los Decepticons. El Último Autobot revivió a los Autobots que habían caído en la batalla, y los Decepticons fueron derrotados.

## Transformers: Generación 2
En el cómic Transformers: Generation 2 (que continúa del cómic original), Grimlock pasó a ser el segundo al mando de Optimus Prime, luchando contra la "segunda generación" de Cybertronianos dirigidos por Jhiaxus. Sin embargo, Grimlock permaneció tan agresivo y rebelde como siempre, lo cual resultó ser una espada de dos filos: en una ocasión, su ansia de combatir lo hizo caer en una trampa, mientras que en otro momento, Grimlock desafió las órdenes de Optimus Prime y lanzó un ataque que salvó la vida de Prime.

## Beast Wars
Aunque Grimlock no apareció en la serie Beast Wars, sí salió una figura de él en la línea de juguetes. De acuerdo a la ficha biográfica en la caja de la figura, este Grimlock es el mismo personaje de la primera generación. Grimlock y Ravage son, aparentemente, los únicos casos de este tipo en Beast Wars, mientras que otros (como Optimus Primal) son personajes diferentes que homenajean a sus homónimos. Esta versión de Grimlock se transforma en un velociraptor y es una versión en color blanca del Predacón convertido a Maximal Dinobot.

## Transformers: Robots in Disguise
En Robots in Disguise aparece el primer personaje totalmente diferente que toma el nombre de Grimlock. También es, a la fecha, el único Grimlock que no se transforma en ningún tipo de dinosaurio. Grimlock (Build Hurricane en Japón) es un miembro del equipo de Autobots constructores, y puede combinarse con sus camaradas para formar a Landfill. Todo el equipo se transforma en vehículos de construcción.

## Transformers: Energon
Aunque nunca apareció en la serie de televisión ni en el cómic de Transformers: Energon, hubo una figura de Grimlock en la línea de juguetes. Este Grimlock es muy similar al original, y también se transforma en un tiranosaurio. Grimlock venía en un pack con Swoop, otro homenaje a un Dinobot, el que se transformaba en pterodáctilo. Grimlock y Swoop podían combinarse para formar a Mega-Dinobot.

## Transformers Animated
En Transformers Animated, Grimlock y los otros Dinobots eran dinosaurios animatrónicos de un parque de diversiones, hasta que la llave de Sari Sumdac les da vida. En esta versión, los Dinobots son Grimlock (Tiranosaurio), Snarl (Triceratops, más similar al Slag original que al Snarl original) y Swoop (Pterodáctilo). Prowl los reubica en una isla donde puedan vivir en paz, pero cada cierto tiempo aparecen villanos que manipulan a Grimlock y compañía.
El Grimlock de Transformers Animated es muy similar al original en su apariencia y personalidad, pero incluye una mandíbula (similar a la de Trap Jaw, el personaje de Masters del Universo) que le da un look más feroz.

## Transformers: La chispa de la Tierra
En esta nueva serie, Grimlock es uno de los Autobots físicamente más fuertes e imponentes, ya sea en su modo robot o en su modo bestia tiranosaurio rex que escupe fuego. Por más aterrador que parezca, es un buen tipo de pies a cabeza y está feliz de nutrir y alentar a la nueva generación de Cybertronianos. Valora la fuerza, no solo la física, sino también llenar a sus protegidos de confianza y el espíritu para encontrarse a sí mismos. Esta guía lo ha acercado al gentil Terran Jawbreaker, quien escaneó un modo alternativo de dinosaurio para emularlo.
Sin embargo, el rasgo más poderoso y peligroso de Grimlock es su ira. Capaz de canalizar su furia en un "modo furia" que lo convierte en una máquina de destrucción imparable, se convierte en una amenaza potencial incluso para sus aliados más cercanos cuando su óptica pasa de azul a roja. Si bien generalmente puede controlar su ira, el tiempo prolongado en su modo dinosaurio puede alterar su sistema, y los traumas que ha sufrido tienen desencadenantes, lo que significa que quienes lo rodean deben tener cuidado de no hacerlo estallar.

## Videojuegos
- Transformers: War for Cybertron: Él no aparece en las versiones de PS3 y XBOX 360 pero si aparece en la versión de Nintendo DS y se transforma en una especie de vehículo pesado.

- Transformers: Fall of Cybertron: En esta versión, Grimlock vuelve a tener su método de transformarse en Tiranosaurio y también aparece junto con su equipo original, los Dinobots, exceptuando a Slugde que no logró salir de las cloacas. Los Dinobots fueron creados en Cybertron y no en la Tierra, puede ser jugable en el modo historia y personalizarlo en el multijugador

## Películas de acción real

### Transformers: la era de la extinción
Grimlock, junto con el resto de los Dinobots es encontrado por Optimus en la nave de Lockdown, pintándolos como trofeos valiosos al ser caballeros legendarios. Tiene la forma de un Tiranosaurio Rex mecánico con dos cuernos y color gris. Al necesitar ayuda para combatir con el ejército de Galvatron, Optimus los libera, pero se somete y en enfrentarlo y al final lo doma, junto con Crosshairs y Drift con otros Dinobots. Llegan a la batalla en Hong Kong y ayuda en la destrucción de los Decepticons/KSI y la protección de la Semilla. Después que Lockdown es derrotado, Optimus libera a Grimlock y los Dinobots para seguir su propio camino.

### Transformers: el último caballero
Grimlock se encuentra entre los Autobots que toman refugio en el depósito de chatarra de Cade Yeager. Grimlock ha asumido la personalidad de un perro y a menudo en comerse el auto del jefe de la policía local para después ser reprendido por Cade de escupir el auto. Durante la invasión del TRF y los Decepticons en el depósito de chatarra, Grimlock ataca una flota de carros del TRF junto con Slug, y se come al Decepticon Dreadbot. A pesar de que no se le ve después de esto, Grimlock, presumiblemente, se suma a los otros Autobots en volver a Cybertron en la nave de Lockdown.
Mini-Grimlock, un Dinobot bebé, también aparece como uno de los Autobots en el depósito de chatarra de Cade. Gana el aliento de fuego de Grimlock, que se utiliza en el tráiler de Cade. Se lleva bien con Izabella y todas partes del mundo con los otros Autobots.
- Datos: Q652071